# Quattro Castella
Quattro Castella é uma comuna italiana da região da Emília-Romanha, província de Reggio Emilia, com cerca de 11.209 habitantes. Estende-se por uma área de 46 km², tendo uma densidade populacional de 244 hab/km². Faz fronteira com Albinea, Bibbiano, Reggio Emilia, San Polo d'Enza, Vezzano sul Crostolo.

## Demografia
| Variação demográfica do município entre 1861 e 2011                               |
|                                                                                   |
| Fonte: Istituto Nazionale di Statistica (ISTAT) - Elaboração gráfica da Wikipedia |